# Anna Levinsohn
Anna Henriette Andersen, gift Levinsohn (8. januar 1839 i København – 22. marts 1899 i Hof- og Slotskirkens sogn, Københavns amt) var en dansk operasanger (sopran).
Hun blev særlig kendt for sine roller i Mozarts operaer som Zerlina i Don Giovanni, Papagena i Tryllefløjten og Susanna i Figaros Bryllup, hvor hendes humor og elegance kunne komme til udfoldelse. Hun var først medlem af Det Kongelige Operakor og fik sit gennembrud som solist i 1864. Hun blev udnævnt til kongelig kammersangerinde i 1897.
Anna blev den 1. november 1871 gift med Carl Viggo Volfred Levinsohn (1841-), med hvem hun fik sønnen Georg Albert Vilhelm Levinsohn (12. september 1873 -).
Hun boede Nørre Farimagsgade 29, 3. sal (1. november 1894)  og døde samme sted. Hun blev begravet fra Garnisons kirkegård, København. Hun var separeret fra ægtemanden ved sin død, ved folketællingen i 1895 fremgik det at de allerede var skilt.